# Caja vallenata
A caja vallenata é um instrumento musical de percussão utilizado no vallenato. Trata-se de uma pequeno tambor cônico revestido em um dos lados com pele de animal por meio de anéis de tensão. Se ajusta sobre as pernas para sua execução, um pouco mais para cima que para baixo. É um dos três instrumentos tradicionais do vallenato, juntamente com o acordeão e a guacharaca.

## Usos
O vallenato tem cinco ritmos aos que a caja vallenata marca um padrão-base, batendo e friccionando com as palmas e pontas das mãos. São eles paseo, merengue, puya, son e tambora.